# Antoni Cao
Antoni Cao (l'Alguer, 15 de desembre de 1921 — Càller, Sardenya, 23 d'agost de 2004) fou un músic i poeta alguerès. Protagonista del Viatge del retrobament, va dirigir als anys seixanta el Grup Coral de l'Agrupació Catalana d'Itàlia. És un dels autors més representatius de la cançó popular algueresa, com ara Bella Alguer, Pescador de bogamarí o Lo país meu, que va donar nom a un CD editat a Catalunya el 1963 per Edigsa. El 2011, la discogràfica Picap va editar un CD recopilatori anomenat Lo país meu. Cançons de l'Alguer. 50 anys, amb cançons de diversos músics algueresos escrites o interpretades majoritàriament per Antoni Cao.
El municipi de l'Alguer va inaugurar el 25 de gener del 2012 una plaça dedicada al seu nom.